# Albert DeSalvo

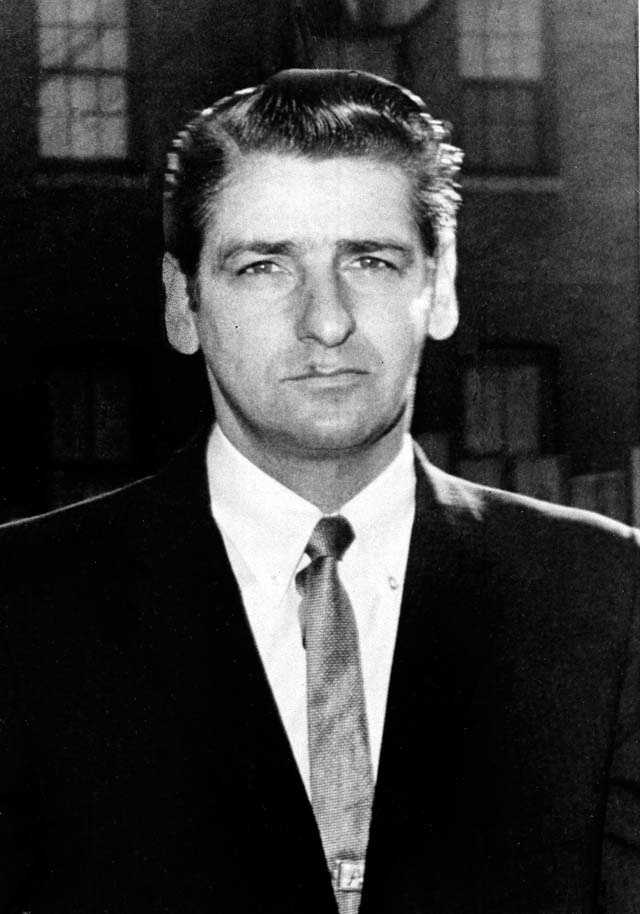
Albert deSalvo em 1967

Albert Henry DeSalvo (3 de novembro de 1931 - 25 de novembro de 1973) foi um assassino em série que atuou em Boston, nos Estados Unidos, no começo dos anos 1960, conhecido também como o "Estrangulador de Boston". Tendo sido responsável pelo assassinato de treze mulheres, era um especialista em armadilhas para animais.

## História
DeSalvo nasceu em 3 de setembro de 1931, em Chelsea, Massachusetts. Albert e seus cinco irmãos foram criados em uma casa, considerados  excepcionalmente violentos. O pai de Albert era alcoólatra e batia na mulher. Albert em um de seus depoimentos disse que o pai havia arrancado os dentes dela e quebrados todos os dedos, um por um.
Albert cresceu como um delinquente sexualmente perturbado, culpado de uma infinidade de pequenos crimes. Ele passou oito anos no exército, servindo na Alemanha, onde conheceu sua esposa, Irmgard Beck. Irmgard e Albert tiveram dois filhos, ele era conhecido como um bom pai de família, bem como um trabalhador dedicado. Logo após a dispensa honrosa do serviço militar, Albert voltou para a América.

## O Estrangulador de Boston
Entre 14 de junho de 1962 e 4 de janeiro de 1964, 13 mulheres solteiras entre 19 e 85 anos foram assassinadas na região de Boston. Foram chamadas de vítimas do "Estrangulador de Boston". A maioria das mulheres foram abusadas sexualmente em seus apartamentos, e depois estranguladas com artigos de vestuário. A mais velha morreu vítima de um ataque cardíaco. Outras duas foram esfaqueadas até a morte, uma das quais também foi espancada. Sem qualquer sinal de entrada forçada em suas casas, as mulheres provavelmente conheciam seu assassino, ou seja, elas permitiram que ele entrasse em suas casas.

## Condenações
Em 3 de maio de 1961, Albert foi condenado a dois anos por assalto e arrombamento e invasão. Sua pena foi reduzida e ele foi libertado da prisão em abril de 1962. 
DeSalvo foi condenado à prisão perpétua em 1967. Em Fevereiro daquele ano, fugiu com dois companheiros do Bridgewater State Hospital, desencadeando uma caçada em larga escala. Um bilhete dirigido ao superintendente foi encontrado sob seu beliche, no qual avisava que havia fugido para chamar atenção sobre as condições do hospital e de sua situação como preso.

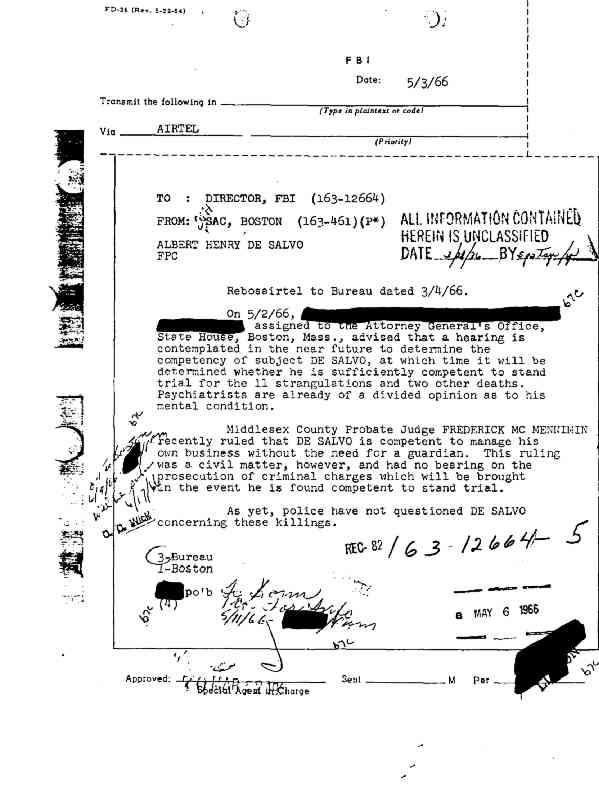
Ficha de DeSAlvo levantada pelo FBI de Boston (Strangler Bureau)

Um dia após a fuga, ele foi capturado em Lynn, nas proximidades, Massachusetts.
Após a fuga, ele foi transferido para uma prisão de segurança máxima conhecida na época como Walpole, onde seria assassinado seis anos mais tarde na enfermaria. No entanto seu assassino ou assassinos nunca foram identificados.
Em 2001, a última vítima de DeSalvo foi exumada para coletar amostras de DNA, utilizando as técnicas de identificação que estavam surgindo pelo novo método de análise do DNA. 
No entanto, foram encontradas amostras de DNA de dois indivíduos diferentes sob as unhas e roupas íntimas da vítima, porém nenhuma delas conferia com as amostra de DeSalvo.
DeSalvo nunca foi acusado formalmente de ser o responsável pelos crimes do "Estrangulador de Boston", nem julgado ou mesmo condenado por eles. Um dos motivos era o "modus operandi", que não seguia uma regra, pois entre suas vítimas havia mulheres de idades e grupos étnicos diferentes, o que levava a crer que havia mais de um criminoso envolvido.
Na verdade, a investigação nunca foi encerrada e encontra-se aberta até hoje.
Conhecido como 'O Estrangulador de Boston', seu caso foi levado ao cinema no filme de mesmo nome, no qual seu papel foi vivido pelo ator Tony Curtis.
Somente em julho de 2013 que testes de DNA confirmaram a culpabilidade do 'Estrangulador de Boston'.